# La Nuit du destin
La Nuit du destin és una pel·lícula francesa dirigida per Abdelkrim Bahloul, estrenada el 1997. Produïda per Djafar Djaafari, aquesta pel·lícula se centra en el tema de l'Islam a França. Va guanyar dos All Africa Films Awards (millor director i millor pel·lícula) al Festival Panafricà de Johannesburg el 1998.

## Argument
Abdelkader Silimani, un musulmà algerià de seixanta-cinc anys establert a França, presència involuntàriament un assassinat i escapa dels assassins amagant-se a una mesquita. Tanmateix, els assassins hi entren armats i amenacen als creients, però marxen amb les mans buides.
Mentrestant, el detectiu investigador de cas, Inspector Leclerc el busca per tal de resoldre el crim. Acompanyat de la jove Noria, que li serveix com a intèrpret i poc després desapareix, i el fill de Slimani, Alilou, descobrirà la comunitat musulmana de París, les seves tradicions, contradiccions i reptes de cara el futur.

## Repartiment
- Philippe Volter: Inspector Leclerc
- Boris Terral: Alilou
- Gamil Ratib: Senyor Slimani
- Marie-José Nat: Madame Slimani
- Gilles Gleizes: El testimoni
- Sonia Mankaï: Noria
- Abbes Zahmani:
- Philippe Dormoy: Lucien Morier
- Abdelkader Daho:
- Émilie Altmayer: Yamina Slimani
- Sandra Cuguillère:
- Julien Drach: germà de la Noria
- Simon Eine: L'editor
- Émilie-Natacha Goudal: Myriem Slimani
- Emmanuelle Laforge: La periodista
- Serge Maillat: Bernard Yolen
- Olivier Marré: El missatger
- Jean-Pierre Moncinovic: Nabil Slimani

## Distincions

### Premis
- 1998 : Festival Panafricà de Johannesburg: All Africa Films Award a la millor pel·lícula i millor director
- 1998 : XIX edició de la Mostra de València: Menció la millor interpretació femenina.[3]

### Seleccions
- Setembre 1997: Festival Internacional del Cinema Francòfon de Namur,
- Desembre 1997: Festival Internacional de Cinema del Caire,